# Chabaziet
Het mineraal chabaziet is een calcium-natrium-kalium-aluminium-tectosilicaat, een verbinding van tectosilicaten met calcium, natrium, kalium en aluminium met de molecuulformule (Ca0,5,Na,K)4[Al4Si8O24]·12H2O. Het is een zeoliet, dus een tectosilicaat en het is gehydrateerd. Het was een van de twintig stenen die in het gedicht Peri Lithos, geschreven door Orpheus, werden genoemd. Het is doorzichtig tot doorschijnend, heeft geen duidelijke kleur of is wit, geel, groen of roze, heeft een glasglans en een witte streepkleur. Het heeft een triklien kristalstelsel en de splijting is imperfect volgens het kristalvlak [1011]. Chabaziet heeft een massadichtheid van 2,09 kg/l, de hardheid is 4 en de radioactiviteit van het mineraal is nauwelijks meetbaar. Chabaziet is een zeoliet die in amygdaloidale spleten in basaltgesteenten en andere stollingsgesteenten voorkomt. De typelocatie is de Col de Lares in de Val di Fassa in Italië.